# Aethecerus parianae
Aethecerus parianae là một loài tò vò trong họ Ichneumonidae.